# За топливо
«За топливо» — оповідання Леся Мартовича, написане приблизно в другій половині 1899 року.  Уперше опубліковано у Львові в збірочці оповідань «Не-читальник».

## Історія появи та друку
Оповідання, ймовірно, було написане в 1899 році, й опубліковане у Львові накладом Українсько-руської видавничої спілки в 1900 році в другій, за ліком, збірці покутського автора. Для Українсько-руської видавничої спілки то була Серія І. №23.
Після першої своєї творчої спроби, Мартович не був у захваті від відгуків на свого літературного первістка. Тому майже десятиліття він не вдавався до писання. Та перебуваючи в колі активних українців та маючи чимало друзів літераторів (Стефаника, Павлика та інших) він раз-по-раз та навертався в сторону літератури. Тим більше, що в товаристві він вважався найкращим оповідачем та ще й гострим на слівце.
Відтак, саме наприкінці століття Мартович знову навернувся до літератури й написав кілька оповідок, зокрема й оповідання «За топливо». За ідеєю та сенсом воно доволі близько перегукується із твором Антона Чехова «Злоумышленник», яка в 1889 р. серед інших його новел у перекладі на українську мову була надрукована в V томі журналу «Літературно-науковий вісник» під назвою «Свідомий преступник».
Саме після публікації збірки оповідань, в якій була оповідка «За топливо», за Лесем Мартовичем закріпилося звання гостро-соціального молодого письменника, який найперше бачить і відтворює комічні сторони життя своїх сучасників. Їхня темність, забитість пояснюється вузькістю життєвої стежини, визначеної селянинові, його безправ’ям, мілиною інтересів, міщанським розумом.

## Сюжет
Оповідання «За топливо» — це драматичні сценки, картини в суді, в яких зіткнуто селянина й пана. Трагічні в своїй основі історії, як селянина-наймита покарали за те, що брав з панського лісу хмиз, письменник розповів з властивим йому гумором і дотепом, змалювавши своїх героїв у легкому комедійному плані.
Драматична сценка «За топливо» — це ніби витяг з судового акта про обвинувачення селянина-наймита в крадіжці хмизу з панського лугу. Мартович протиставляє право «мужицьке» і «панське». Селянин цілком резонно вважає, що йому належить топливо, бо така була умова з паном: «А чим же мені жінка обід зварить? Тепер коло плуга... тяжка робота... враз із волом від досвіту до темної ночі». Наймит без дозволу узяв в'язанку хмизу, а пан подав до суду, бо це ж, мовляв, непослух: «...що за безлич-ність! Соціаліст, ділив ся би зо мною!» — репетує пан. Звичайно, суд став на бік пана, і селянина засудили на два тижні тюрми.

## Дійові особи
- Обжалуваний — дрібний селянин (який пішов до панського лугу за хмизом для хати);
- Суддя — польський суддя-засідатель (якому випало судити селянина та пана за оберемок хмизу);
- Пан — місцевий панок (на чиєму полі-лужку піймали селянина).

## Особливості
Це оповідання-драма була, чи не єдина, спроба Леся на ниві драматургії, від якої він відмовився. Надалі ж він писав свої колоритні оповідання,  тому цей твір вважають ще як такого собі роду оповідання-діалог. Будучи юристом, Лесь Мартович чимало уваги приділяв показу тогочасного суду, як засобу пригноблення селянства.
Судять селянина-бідняка, який вночі взяв в панському лісі хмизу, бо не мав на чому зварити обід. Суд, звичайно, боронить права пана. Підсудний відкидає свою провину: "Я нічого не крав. Я топливо брав. Мені належиться". На зауваження судді, що коли йому належиться, то він мусить позивати пана до суду, обвинувачений відповідає одним вигуком "ая", даючи зрозуміти, що суд завжди стане на сторону пана. Звичайно, суд став на бік пана і селянина засудили на два тижні тюрми.
Автор показує, до якого економічного упадку дійшло галицьке селянство, розкрив, до якої міри воно було залежне від польсько-шляхетського господарства, яким важким ярмом для народу був цісарсько-королівський суд, що обороняв інтереси панівних класів.

## Публікації
- в збірці «Не-читальник» — Львів, 10.08.1900, с.12—15;
- в зібранні творів «Лесь Мартович. Твори (в 3-х томах)» — Краків, 1943;

Пізніше, оповідання друкувалося у радянські часи в скорочених збірках Мартовича. Іноді, редактори адаптовували стиль і текст автора під сучасний лад.